# Shannonomyia umbra
Shannonomyia umbra är en tvåvingeart som beskrevs av Alexander 1948. Shannonomyia umbra ingår i släktet Shannonomyia och familjen småharkrankar.
Artens utbredningsområde är Peru. Inga underarter finns listade i Catalogue of Life.